# 三保飛行場

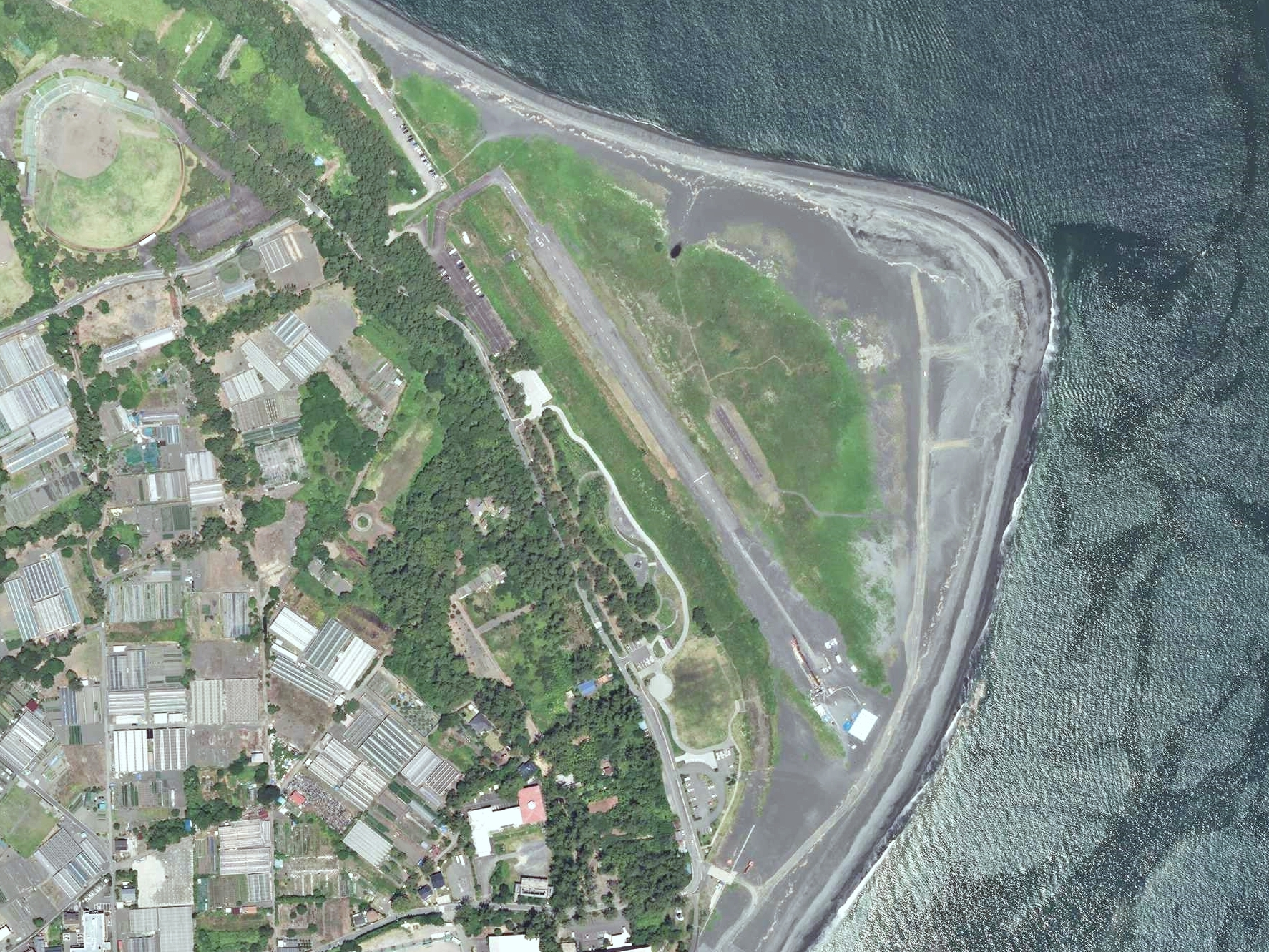
三保飛行場の空中写真（2020年）

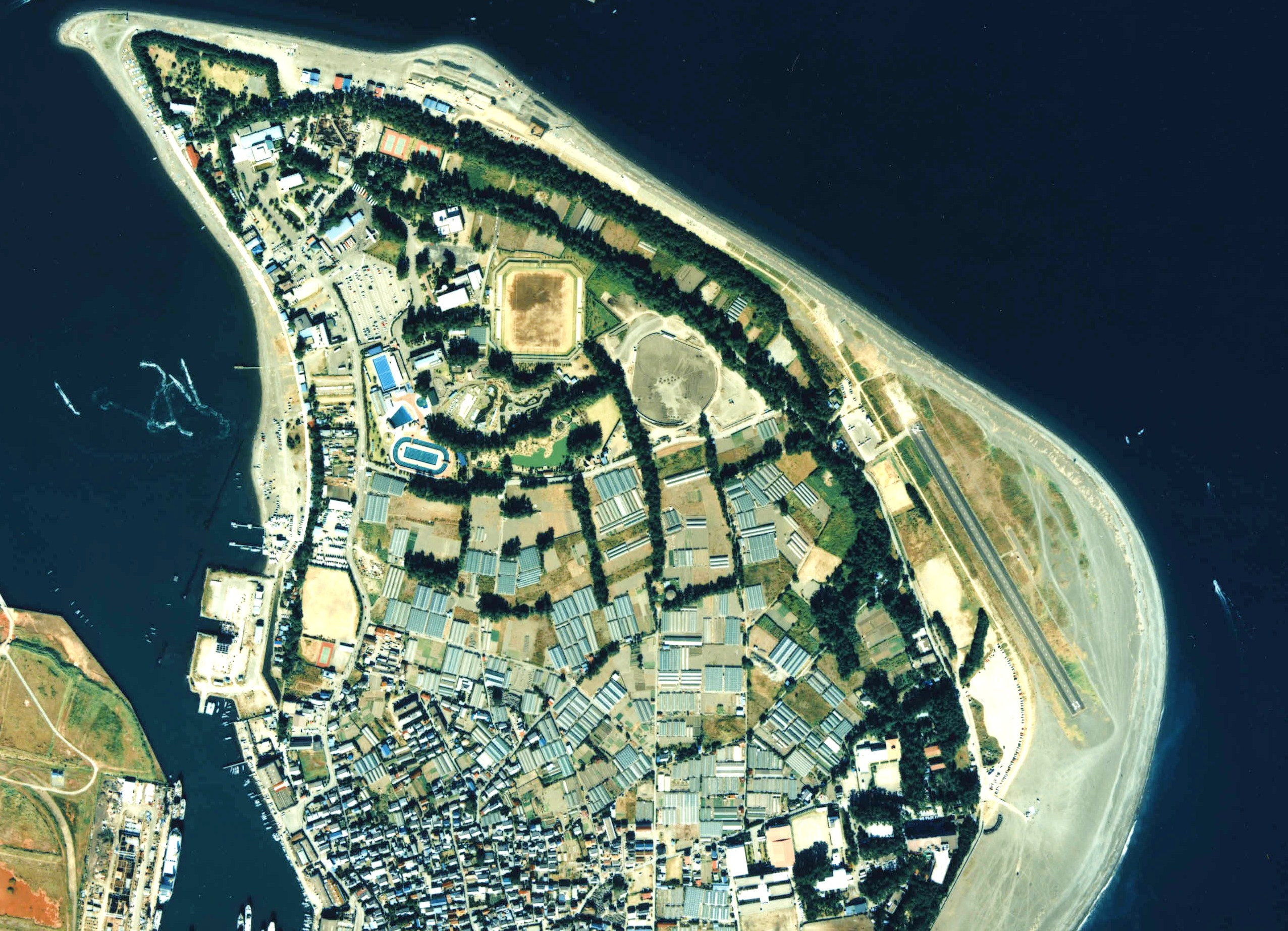
三保半島先端部付近の空中写真。画像右側の海岸沿いの滑走路が三保飛行場。（1988年撮影）なお滑走路北端から左に半島を横切ったあたり、駐車場の上にも機影があるが、これは東海大学航空宇宙科学博物館にあったUF-XSが、同館閉館後しばらくの間、当地に静置されていたもので、当飛行場とは無関係である

三保飛行場（みほひこうじょう）は、静岡県静岡市清水区三保にある飛行場。空港法の分類では場外離着陸場。

## 概要
2022年（令和4年）4月1日より、当飛行場は静岡県／静岡土木事務所の所管になっている。それまでは、一般社団法人日本飛行連盟が管理運営しており、静岡県と赤十字飛行隊の訓練飛行場として位置づけられていた。よって離着陸ができるのは、移管までは日本飛行連盟の会員で、かつ赤十字飛行隊に登録されている者のみであった。 
本来の飛行場使用目的は救難活動が主体となっている。飛行計画の申請先は東京航空局東京空港事務所であるが、滑走路への砂利等の流入により実質休港状態となっている。
救難活動用の場外離着陸場としての使命は事実上終息しており、2024年に静岡市土木部が主体となって「空中ドローン」や「次世代エアモビリティ」等の実証フィールドとして、当飛行場で研究開発を希望する事業者に公募をかけている。

## 現状

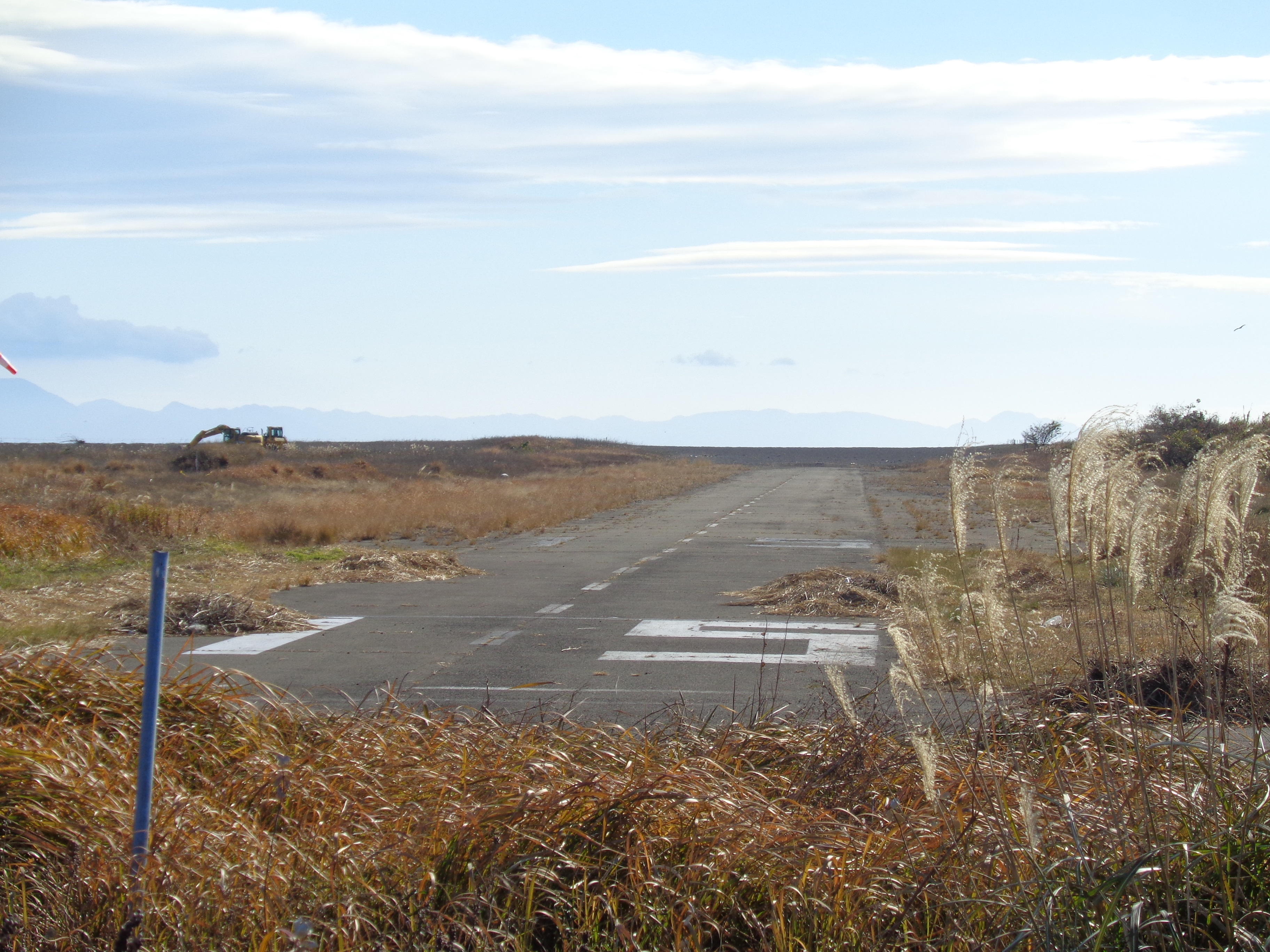
滑走路の現況（2018年） 滑走路表示標識33側は砂利に覆われ、実延長が短くなっている
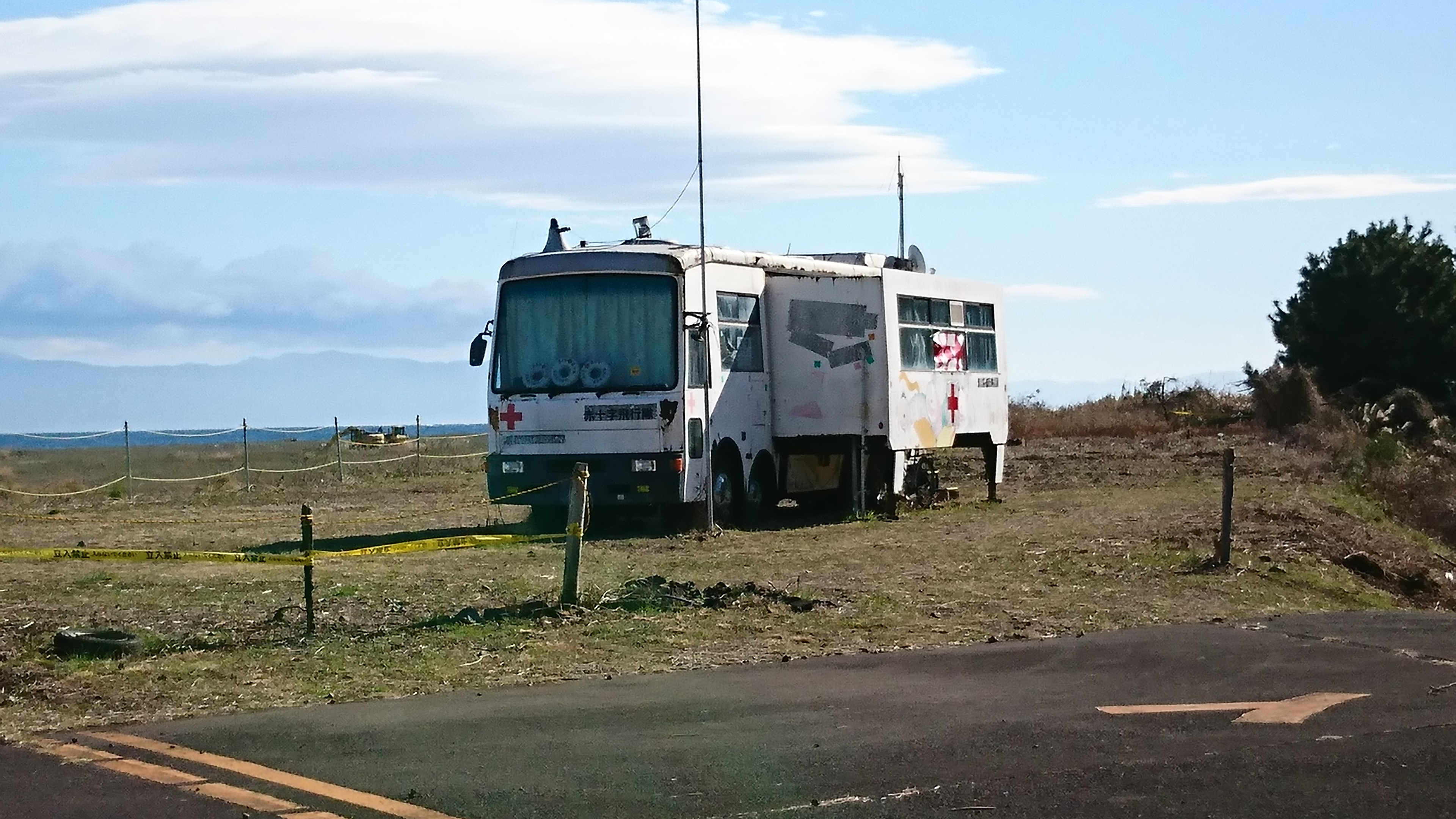
日本赤十字社で献血バスとして使われていた拡幅型採血車（東京特殊車体株式会社製造）を転用した管制棟設備（2022年初夏撤去）
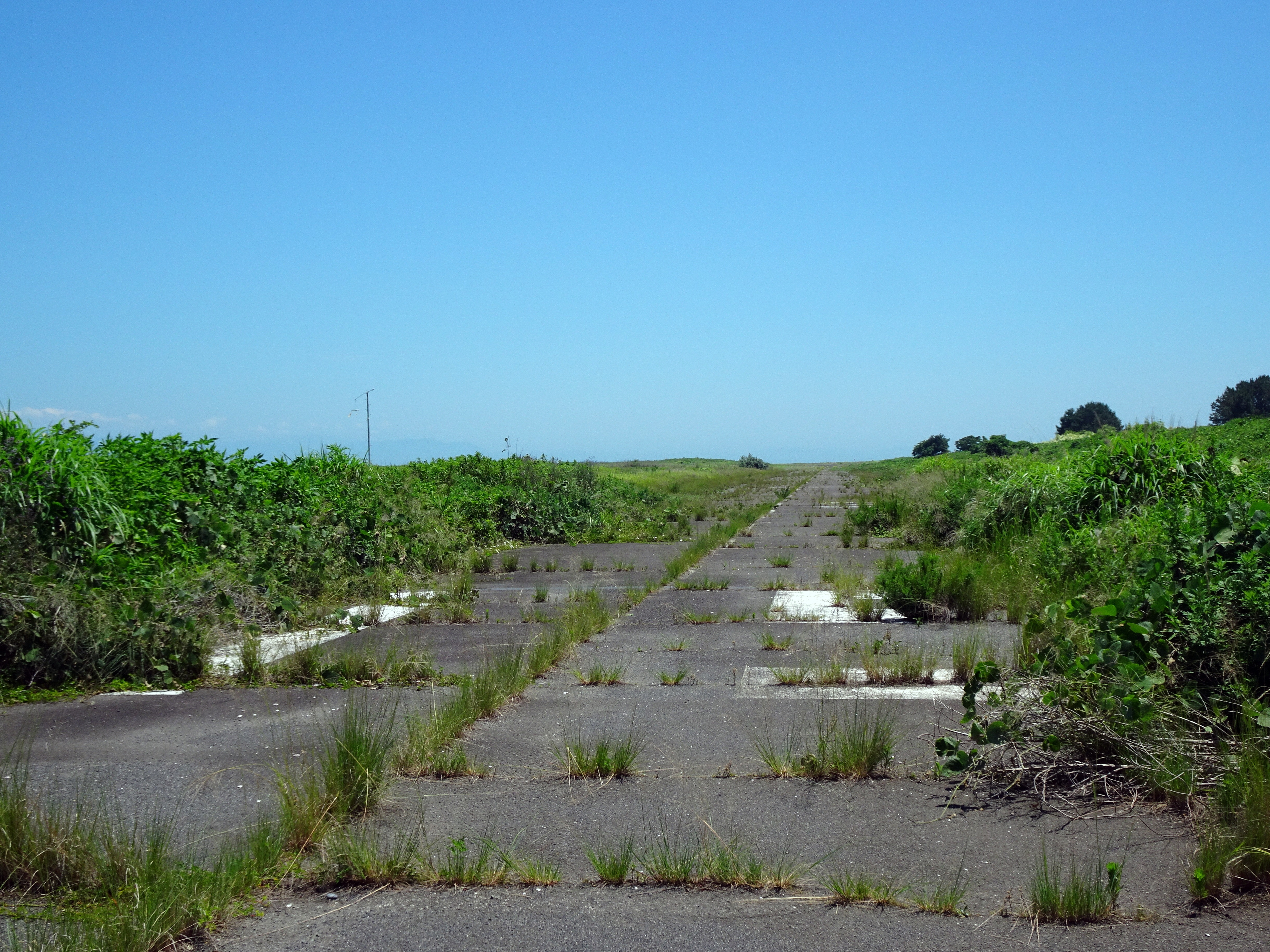
滑走路の現状（2025年）